# Japon aux Jeux olympiques d'hiver de 1976
Le Japon participe aux Jeux olympiques d'hiver de 1976, organisés à Innsbruck en Autriche. Cette nation prend part aux Jeux olympiques d'hiver pour la dixième fois de son histoire. La délégation japonaise, formée de 58 athlètes (50 hommes et 8 femmes), ne remporte pas de médaille.